# Premio romanistico internazionale Gérard Boulvert
Der Premio romanistico internazionale Gérard Boulvert ist ein seit 1990 im Abstand von jeweils 3 Jahren verliehener internationaler Wissenschaftspreis im Bereich der Rechtsgeschichte. Er wird für ein monographisches Erstlingswerk im römischen Recht und den klassischen antiken Rechten vergeben. Die Verleihung findet anlässlich einer internationalen Tagung zur antiken Rechtsgeschichte statt, meist der Jahrestagung der Société Internationale Fernand de Visscher pour l'Histoire des Droits de l'Antiquité.
Zuletzt war der Gerard Boulvert-Preis mit einem Preisgeld von 12.000 € dotiert. Mit ihm wird außerdem die Medaille der Universität Neapel Frederico II verliehen.
Der Gérard Boulvert-Preis stand von 1990 bis 2016 unter der Schirmherrschaft des Präsidenten der Italienischen Republik und war 2019 mit seiner Goldmedaille versehen. Hinzu kamen in verschiedenen Jahren die Schirmherrschaften anderer europäischer Staatsoberhäupter.
Die ausführlichen Berichte der Jury werden unter anderem im italienischen Original in der Zeitschrift Index und in deutscher Übersetzung in der Zeitschrift der Savigny-Stiftung für Rechtsgeschichte, Romanistische Abteilung, veröffentlicht. Über die ersten zehn Durchgänge (1990–2016) berichtet ein Sonderheft der Zeitschrift Index.

## Preisträger
- 1990:[2] Gijsbert Noordraven (De Fiudicia in het Romeinse Recht, 1988)
- 1993:[3] Martin Josef Schermaier (Materia. Beiträge zur Frage der Naturphilosophie im klassischen römischen Recht, 1991)
- 1996:[4] Ingo Reichard (Die Frage des Drittschadensersatzes im klassischen römischen Recht, 1994)
- 1998:[5] Giuseppe Falcone (Ricerche sull’orginie dell’interdetto ‚Uti possidetis‘, 1996)
- 2001:[6] Pascal Pichonnaz (La compensation légale. Étude historique et comparative des modes de compenser, 2001)
- 2004:[7] Franz-Stefan Meissel (Societas. Struktur und Typenvielfalt des römischen Gesellschaftsvertrages, 2004)
- 2007:[8] Wolfgang Kaiser (Die Epitome Iuliani. Beiträge zum römischen Recht im frühen Mittelalter und zum byzantinischen Rechtsunterricht, 2004)
- 2010:[9] Pierangelo Buongiorno (Senatus consulta Claudianis temporibus facta. Una palingenesi della deliberazioni senatorie dell‘ età di Claudio (41-54 d.C.), 2009)
- 2013:[10] Julien Fournier (Entre tutelle romaine et autonomie civique. L’administration judiciaire dans les provinces hellénophones de l’Empire romain (129 av, J.-C. – 235 apr. J.-C.), 2010)
- 2016:[11] Andreas Groten (‚Corpus‘ und ‚universitas‘. Römisches Körperschafts- und Gesellschaftsrecht: zwischen griechischer Philosophie und römischer Politik, 2015)
- 2019:[12] Gregor Albers (Perpetuatio obligationis. Leistungspflicht trotz Unmöglichkeit im klassischen Recht, 2019)
- 2022:[13] Guilhem Bartolotti (Les pollicitations à l’époque romaine: étude sur les promesses au bénéfice d’une collectivité)

## Weitere Preise
Von der Kommission des Premio Romanistico Internazionale ‚Gérard Boulvert‘ werden im Rahmen der Preisverleihung weitere Preise verliehen, die die Namen der Stifter bzw. der stiftenden Universitäten oder Institutionen oder einer von Ihnen bestimmten Person tragen. Zu den regelmäßig stiftenden Universitäten und Institutionen gehören unter anderem der italienische Verfassungsgerichtshof (Premio speciale della Corte Costituzionale della Repubblica italiana), die Universität Paris II (Premio speciale dell’Institut de Droit romain dell’Universitè de Paris II), die Universität Fribuourg (Premio speciale della Faculté de droit de l’Université Fribourg), das romanistische Zentrum Copanello (Premio speciale "Henryk Kupiszewski" del Centro romanistico internazionale Copanello), die Universität Neapel „Federico II“ (Premio speciale del Dipartimento di Giurisprudenza dell’Università di Napoli „Federico II“) sowie die Universität Camerino (Premio speciale dell’Università di Camerino).

## Internetpräsenz
- Premio Gérard Boulvert